# Marks kommun
57°31′N 12°41′Ø / 57.517°N 12.683°Ø
Mark kommune ligger i den sydvestlige del af det svenske län Västra Götalands län, i landskapet Västergötland. Kommunens administrationscenter ligger i byen Kinna.

## Byer
I Mark kommune ligger ti byer.

 indbyggere pr. 31. december 2005.
| #   | By         | Indbyggere |
| --- | ---------- | ---------- |
| 1.  | Kinna      | 14.555     |
| 2.  | Fritsla    | 2.355      |
| 3.  | Horred     | 1.245      |
| 4.  | Sätila     | 901        |
| 5.  | Hyssna     | 602        |
| 6.  | Björketorp | 438        |
| 7.  | Rydal      | 405        |
| 8.  | Torestorp  | 389        |
| 9.  | Berghem    | 367        |
| 10. | Öxabäck    | 336        |

- Wikimedia Commons har flere filer relateret til Marks kommun